# Frank Nugent
Frank Stanley Nugent (n. 27 mai 1908, New York City, New York, SUA – d. 29 decembrie 1965, Los Angeles, California, SUA) a fost un scenarist, jurnalist și critic de film american, care a scris 21 de scenarii de film, dintre care 11 scenarii pentru regizorul John Ford. A publicat aproape o mie de recenzii de filme în ziarul The New York Times înainte de a renunța la jurnalism pentru a se dedica activității de scenarist la Hollywood. A fost nominalizat la Premiul Oscar în 1953 și a câștigat de două ori premiul Writers Guild of America pentru cel mai bun scenariu al unei comedii americane. Writers Guild of America, West a clasificat scenariul filmului The Searchers (1956) printre cele mai bune 101 scenarii ale tuturor timpurilor.

## Tinerețea și activitatea de critic de film
Nugent s-a născut la New York în 27 mai 1908, ca fiu al lui Frank H. și al Rebeccăi Roggenburg Nugent. A absolvit Liceul Regis în 1925 și a urmat studii de jurnalism la Universitatea Columbia, pe care le-a absolvit în 1929. În perioada studenției a lucrat la ziarul studențesc Columbia Spectator. Și-a început cariera jurnalistică ca reporter de știri la The New York Times în 1929 și începând din 1934 a scris cronici și recenzii de film la acest ziar. La sfârșitul anului 1936 i-a succedat lui Andre Sennwald în postul de critic de film și redactor al secțiunii cinematografice, post pe care l-a deținut până în 1940. În această calitate a scris recenzii elogioase ale filmelor Show Boat (1936), Vrăjitorul din Oz și Pe aripile vântului (1939).
Despre Humphrey Bogart în rolul criminalului fugitiv Duke Mantee bazat pe viața lui John Dillinger (Pădurea împietrită, 1936), Nugent a afirmat în The New York Times că Bogart „poate fi un gangster mai psihopat decât Dillinger însuși.”
I-au displăcut în mod deosebit interpretările lui Tyrone Power în filmele realizate de 20th Century Fox și a început recenzia filmului The Story of Alexander Graham Bell (1939), spunând că „numai pentru că l-a omis pe Tyrone Power, filmul lui 20th Century Fox poate fi considerat una din contribuțiile mai sobre și mai meritorii ale acestei companii în domeniul dramelor istorice”. Ca răspuns, Fox și cinematograful unde a fost proiectat filmul au redus timp de câteva luni publicitatea lor din The New York Times, producând ziarului o pagubă de 50.000 de dolari. Recenzia filmului The Grapes of Wrath al companiei Fox l-a determinat pe directorul studioului Fox, Darryl F. Zanuck, să-i facă oferta de a lucra ca scenarist pentru 400 de dolari pe săptămână, un salariu foarte generos la vremea respectivă. Până atunci el a scris aproape o mie de recenzii de film pentru Times.

## Cariera în filme
Nugent a continuat să scrie pentru Times ca jurnalist independent, în primii săi ani de la Hollywood. Pentru Zanuck, el a lucrat la redactarea scenariilor, a revizuit scenariile altora și a realizat critici. El a spus mai târziu că „Zanuck mi-a spus că nu voia ca eu să scriu, că el a crezut că studioul ar economisi bani dacă eu aș fi criticat filmele înainte de a fi realizate”. Contractul cu Fox a fost încheiat în 1944 și Nugent și-a reluat activitatea de jurnalist independent. Criticile sale ascuțite i-au servit lui Zanuck, dar nu i-au adus nicio ofertă de a scrie un scenariu, în timp ce criticarea creațiilor colegilor lui, la fel de incisivă ca atunci când era jurnalist, nu l-a ajutat să câștige colaboratori. El i-a returnat odată lui Zanuck un scenariu cu o notă în care scria: „Opinia mea despre acest scenariu este neschimbată. În ceea ce mă privește, nu este nimic în neregulă dacă va fi aruncat la coșul de gunoi”.
Scenariul filmului The Searchers (1956) a fost clasat de către Writers Guild of America, West printre cele mai bune 101 scenarii ale tuturor timpurilor. A fost considerat cel mai bun western al tuturor timpurilor într-un clasament efectuat în 2008 de Institutul American de Film. El este situat pe locul 12 în lista celor mai bune 100 de filme americane alcătuită în 2007 de Institutul American de Film.
El a scris scenariile unor westernuri regizate de Stuart Heisler (Tulsa), Robert Wise (Two Flags West), Raoul Walsh (The Tall Men) și Phil Karlson (They Rode West și Gunman's Walk). Nugent a colaborat și la scenariul filmului Mister Roberts.
A mai scris scenarii și pentru alte genuri de filme precum The Red Beret, North West Frontier, Trouble in the Glen, The Quiet Man, The Rising of the Moon și Donovan's Reef.
Pentru munca sa la filmul The Quiet Man a primit o nominalizare la Premiul Oscar pentru cel mai bun scenariu adaptat. The Quiet Man a câștigat Premiul Writers Guild of America pentru „cel mai bun scenariu al unei comedii americane” în 1953, ar Mister Roberts (1955) a obținut același premiu în 1956.
Nugent a fost președinte al Guild of Writers of America, West (WGAW) din 1957 până în 1958 și în această calitate a reprezentat această organizație în Motion Picture Industry Council din 1954 până în 1959. De asemenea, a servit pentru o perioadă de trei ani (1956-1959) în calitate de președinte al comitetului de finanțare care a supravegheat construirea sediului central al organizației din Beverly Hills.

## Viața personală
La 3 ianuarie 1939 s-a căsătorit cu Dorothy J. Rivers. Primarul New York-ului, Fiorello LaGuardia, a oficiat această ceremonie în incinta primăriei. Ei au divorțat în 1952. Nugent s-a căsătorit cu cea de-a doua soție, Jean Lavell, în 1953.
Nugent a suferit timp de mai mulți ani de probleme cardiace și a murit în urma unui atac de cord pe 29 decembrie 1965, în Los Angeles, California.

## Scenarii de filme
Frank S. Nugent a scris scenariile mai multor filme sau a poveștii care a constituit baza scenariului.
- Fort Apache, 1948
- 3 Godfathers, 1948
- Tulsa, 1949
- She Wore a Yellow Ribbon, 1949
- Wagon Master, 1950
- Two Flags West, 1950
- The Quiet Man, 1952
- Angel Face, 1952
- Paratrooper, lansat în Marea Britanie sub titlul The Red Beret, 1953
- They Rode West, 1954
- Trouble in the Glen, 1954
- Mister Roberts, 1955
- The Tall Men, 1955
- The Searchers, 1956
- The Rising of the Moon, 1957
- Gunman's Walk, 1958
- The Last Hurrah, 1958
- North West Frontier, 1959
- Two Rode Together, 1961
- Donovan's Reef, 1963
- Incident at Phantom Hill, 1966

## Legături externe
- Frank Nugent la Internet Movie Database
- Recenzii ale lui Frank S. Nugent pentru The New York Times
- Frank Nugent, Alan Le May, John Ford, The Searchers: Screenplay (Warner Bros, 1956) disponibil online